# Eric Bauza
Pour les articles homonymes, voir Bauza.
Eric Bauza, né le 7 décembre 1979 à Scarborough, quartier de Toronto, est un acteur canadien.

## Filmographie

### Cinéma
- 2008 : Los campeones de la lucha libre : Rey Extremo (voix)
- 2009 : Alvin et les Chipmunks 2 : Digger
- 2010 : Une vie de chat : Dom, le propriétaire du chien et autres personnages (voix anglaise)
- 2013 : Iron Man: Rise of Technovore : Ezekiel Stane et Technovore (voix)
- 2013 : Scooby-Doo et le Fantôme de l'Opéra : K.J. (voix)
- 2013 : Dick Figures: The Movie : Lord Takagami (voix)
- 2014 : Our RoboCop Remake : Steve Minh (voix)
- 2014 : Avengers Confidential: Black Widow & Punisher : Amadeus Cho (voix)
- 2014 : Souvenirs de Marnie : le père de Marnie (voix anglaise)
- 2014 : Batman : Assaut sur Arkham : le personnel de sécurité (voix)
- 2014 : Scooby-Doo : Aventures en Transylvanie : Daphanatic et Rock Dude (voix)
- 2014 : La Légende de Manolo : Père Domingo et le gardien de la grotte (voix)
- 2015 : Bob l'éponge, le film : Un héros sort de l'eau : Seagull (voix)
- 2015 : Scooby-Doo et le Monstre de l'espace : Clark Sporkman (voix)
- 2015 : The Flintstones & WWE: Stone Age Smackdown : Bamm-Bamm, Dino et Hoppy (voix)
- 2015 : Batman Unlimited : L'Instinct animal : un policier (voix)
- 2015 : Tom et Jerry : Mission espionnage : Dr Benton (voix)
- 2015 : La Ligue des justiciers : Dieux et Monstres : Ryan Choi et Stephen Shin (voix)
- 2015 : Batman Unlimited : Monstrueuse pagaille : Houston Raines (voix)
- 2016 : Nerdland : Eric le présentateur
- 2016 : Lego DC Comics Super Heroes : La Ligue des justiciers - L'Attaque de la Légion maudite : Bane (voix)
- 2016 : Scooby-Doo! et WWE : La Malédiction du pilote fantôme : Big Earl (voix)
- 2017 : Les Schtroumpfs et le Village perdu : voix additionnelles
- 2017 : Batman et Harley Quinn : Wesley (voix)
- 2017 : Le Monde secret des Emojis : voix additionnelles
- 2017 : Woody Woodpecker : Woody Woodpecker (voix)
- 2018 : Batman Ninja : Double-Face (voix)
- 2019 : Batman vs. Teenage Mutant Ninja Turtles de Jake Castorena : Leonardo (voix)
- 2021 : Space Jam 2 de Malcolm D. Lee : Bugs Bunny / Daffy Duck (voix)
- 2022 : Le Destin des Tortues Ninja, le film (Rise of the Teenage Mutant Ninja Turtles: The Movie) d'Ant Ward et Andy Suriano : Splinter (voix)
- 2026 : Coyote vs. Acme de Dave Green : Vil Coyote (voix)

### Télévision
- 2001-2002 : The Ripping Friends : plusieurs personnages (2 épisodes) (voix)
- 2003 : Ren & Stimpy "Adult Party Cartoon" : Stimpson J. Cat (8 épisodes) (voix)
- 2005-2006 : Coconut Fred's Fruit Salad Island : Slip D'Peel (13 épisodes) (voix)
- 2007-2008 : El Tigre : Les Aventures de Manny Riviera : Rodolfo Rivera et White Pantera (46 épisodes) (voix)
- 2007-2009 : Pasila (24 épisodes) (voix)
- 2008 : Avatar, le dernier maître de l'air : voix additionnelles (2 épisodes)
- 2009 : Chowder : plusieurs personnages (1 épisode) (voix)
- 2009 : G.I. Joe: Resolute : plusieurs personnages (10 épisodes) (voix)
- 2009-2017 : Mes parrains sont magiques : Foop et autres personnages (18 épisodes) (voix)
- 2010 : Hero: 108 : Wu Sung et Chang San (2 épisodes) (voix)
- 2010 : TUFF Puppy : gardien (1 épisode) (voix)
- 2011-2012 : Dan Vs. : Ben et autres personnages (12 épisodes) (voix)
- 2011-2012 : Scooby-Doo : Mystères associés : Dr Benton C. Quest et Dr Zin (2 épisodes) (voix)
- 2011-2012 : Fanboy et Chum Chum : Retchy Linpockets et Blueberry Foreman (2 épisodes) (voix)
- 2011-2012 : Superjail! : Lord Stingray (5 épisodes) (voix)
- 2011-2013 : Phinéas et Ferb : voix additionnelles (2 épisodes)
- 2011-2014 : The Looney Tunes Show : Marvin le martien et Gavin (4 épisodes) (voix)
- 2012 : Iron Man: Armored Adventures : Général Thaddeus Ross (1 épisode) (voix)
- 2012 : Electric City : Sah (9 épisodes) (voix)
- 2012 : Kick Buttowski: Suburban Daredevil : Robobot et M. Huang (2 épisodes) (voix)
- 2012-2013 : Adventure Time : voix additionnelles (5 épisodes)
- 2012-2014 : Ben 10: Omniverse : Driba, Diamondhead et  Dr Psychobos (52 épisodes) (voix)
- 2012-2015 : Black Dynamite : plusieurs personnages (10 épisodes) (voix)
- 2012-2015 : Souvenirs de Gravity Falls : voix additionnelles (3 épisodes)
- 2013 : Amethyst, Princess of Gemworld : Pegacorn, Dark Opal, Citrina et autres personnages (6 épisodes) (voix)
- 2013 : South Park : Ike Broflovski (1 épisode) (voix)
- 2013 : Teen Titans Go! : le deuxième Père Noël (2 épisodes) (voix)
- 2013 : Rick et Morty : Customs Gromflomite et Glen le Gromflomite (1 épisode) (voix)
- 2013-2014 : Xiaolin Chronicles : Raimundo Pedrosa, Jack Spicer et PandaBudda (25 épisodes) (voix)
- 2013-2015 : Turbo FAST : Chet (39 épisodes) (voix)
- 2013-2017 : Ultimate Spider-Man : Iron Spider, Amadeus Cho et Scorpion (21 épisodes) (voix)
- 2013-2017 : Oncle Grandpa : voix additionnelles (128 épisodes)
- 2014 : New York Stories (1 épisode) (voix)
- 2014 : Community : le narrateur (2 épisodes)
- 2014-2021 : Tom et Jerry Show : Skunk (1 épisode) (voix)
- 2014 : Shazam! : M. Mind et Mercury (2 épisodes) (voix)
- 2014 : Lego Star Wars : Les Chroniques de Yoda : Luke Skywalker et autres personnages (4 épisodes) (voix)
- 2014-2016 : TripTank : plusieurs personnages (14 épisodes) (voix)
- 2014-2016 : Breadwinners : Buhdeuce et autres personnages (40 épisodes) (voix)
- 2014-2017 : Teenage Mutant Ninja Turtles : Tiger Claw, Hun et Vic Fulci (29 épisodes) (voix)
- 2014-2018 : Bravest Warriors : voix additionnelles (6 épisodes) (voix)
- 2015 : Le Show de M. Peabody et Sherman : voix additionnelles (3 épisodes)
- 2015 : Lego Star Wars : Les Contes des Droïdes : Luke Skywalker, Rusty et autres personnages (4 épisodes) (voix)
- 2015 : Wabbit : le vieil homme et Cal (4 épisodes) (voix)
- 2015 : Marvel Super Heroes : Avengers, tous ensemble ! : Iron Spider (voix)
- 2015-2016 : Steven Universe : Ricky et Belly Bag (2 épisodes) (voix)
- 2015-2017 : Mighty Magiswords : Roi Rexxtopher, Phil et Hoppus (31 épisodes) (voix)
- 2015-2017 : Les Aventures du Chat potté : le Chat potté, Eames, et Señor Igualdemontijo (61 épisodes) (voix)
- 2015-2017 : Transformers Robots in Disguise : Mission secrète : Drift et autres personnages (41 épisodes) (voix)
- 2015-2019 : Star Butterfly : voix additionnelles (17 épisodes)
- 2016 : Cochon Chèvre Banane Criquet : l'avocat, la vache et la mante (1 épisode) (voix)
- 2016 : Mixels : Paladum, Mixapod et les animaux du zoo (1 épisode) (voix)
- 2016 : Sanjay et Craig : un policier (1 épisode) (voix)
- 2016 : Kung Fu Panda : L'Incroyable Légende : Zhihui, un voleur et Rooster (2 épisodes) (voix)
- 2016 : Bob l'éponge : Shalmon (1 épisode) (voix)
- 2016 : Transformers Rescue Bot : Maven Danger et Skip Scobbie (1 épisode) (voix)
- 2016 : Dinotrux : Auger, Bore-Is et Flynt (3 épisodes) (voix)
- 2016 : Ben 10 : Gust-O (1 épisode) (voix)
- 2016-2017 : Atomic Puppet : Capitaine Atomic, Maître Sensei et l'Homme-Taupe (29 épisodes) (voix)
- 2016-2017 : Les Super Nanas : voix additionnelles (10 épisodes)
- 2016-2017 : Lego Star Wars: The Freemaker Adventures : Luke Skywalker et autres personnages (3 épisodes) (voix)
- 2016-2017 : Trop cool, Scooby-Doo ! : Président Moon et autres personnages (5 épisodes (voix)
- 2017 : Critical Role : Frankfurt (1 épisode)
- 2017 : La Loi de Milo Murphy : voix additionnelles (1 épisode)
- 2017 : La Bande à Picsou : Les Rapetou et autres personnages (20 épisodes)
- 2017 : Les Gardiens de la Galaxie : Adam Warlock et Magus (7 épisodes) (voix)
- 2017-2020 : Unikitty! : Maître Sourcil, Dino Dude et autres personnages (10 épisodes) (voix)
- 2018 : Rise of the Teenage Mutant Ninja Turtles : Splinter/Agent Pivert/Señor Hueso (voix)
- 2018 : La Légende des Trois Caballeros : José Carioca (voix)

### Jeu vidéo
- 2003 : Rayman 3: Hoodlum Havoc : Comté Razoff
- 2008 : El Tigre : Les Aventures de Manny Riviera : Rodolfo Rivera et White Pantera
- 2008 : Command and Conquer : Alerte rouge 3
- 2011 : Nicktoons MLB : Stimpy
- 2011 : Ace Combat: Assault Horizon : un nomade et le joueur
- 2011 : Batman: Arkham City : Dr Adam Hamasaki
- 2012 : Ben 10: Omniverse : Articguana, Dimandhead et Driba
- 2013 : Metal Gear Rising: Revengeance : voix additionnelles
- 2013 : DuckTales Remastered : Fenton, Gizmoduck et le chef
- 2013 : Disney Infinity : voix additionnelles
- 2013 : Ben 10: Omniverse 2 : Dr Psychobos et autres personnages
- 2013 : Final Fantasy XIII : voix additionnelles
- 2014 : Teenage Mutant Ninja Turtles: Danger of the Ooze : Griffe de tigre
- 2014 : World of Warcraft: Warlords of Draenor
- 2014 : Adventure Time: The Secret of the Nameless Kingdom : Pillowmint Butler
- 2015 : Lego Dimensions : Allegro et autres personnages
- 2015 : Adventure Time: Finn & Jake Investigations : Pillowmint Butler, Marshmallow Kid et Gnome
- 2016 : Teenage Mutant Ninja Turtles: Portal Power : Griffe de tigre et la créature de pierre
- 2016 : Lego Marvel's Avengers : Amadeus Cho et Iron Spider
- 2016 : Ratchet and Clank : Président Drek
- 2022 : MultiVersus : Bugs Bunny, Tom et Jerry

## Fiction audio
- 2021 : Looney Tunes Presents: Bugs & Daffy’s Thanksgiving Road Trip : Bugs Bunny et Daffy Duck